# Wolfersdorf
Wolfersdorf er en kommune i Landkreis Freising Regierungsbezirk Oberbayern i den tyske delstat Bayern. Den er en del af Verwaltungsgemeinschaft Zolling.

## Geografi
Kommunen ligger i Amperdalen i det bakkede landskab Hallertau.
Der er ud over Wolfersdorf følgende landsbyer og bebyggelser: Alsdorf, Badendorf, Berghaselbach, Billingsdorf, Heigenhausen, Jägersdorf, Kaltenberg, Kastenhofen, Oberhaindlfing, Ruhpalzing, Seel, Sörzen, Thonhausen, Unterhaindlfing, Wölfing og Zum Fürst.